# Štefan Smej
Štefan Smej, slovenski etnolog, filozof, novinar,* 1952, Beltinci,  † oktober 1996, Murska Sobota, Slovenija.

## Življenjepis
Bil je rojen v kmečki družini v Beltincih. Po končani osnovni šoli v domačem kraju, je v letih 1967-1971 obiskoval gimnazijo v Murski Soboti, kamor se je vsak dan vozil s kolesom s prijateljem Vladom Kreslinom. Leta 1971 se je vpisal na študij filozofije in etnologije na filozofski fakulteti v Ljubljani. Študij je z odliko zaključil leta 1978, ter se z ženo vrnil v Prekmurje čeprav so mu ponujali službe na Dunaju in Ljubljani. Zaradi člankov, objavljenih v različnih časopisih, ni mogel dobiti službe. Njegov osnovnošolski učitelj ga je pregovoril, da je sprejel službo učitelja samoupravljanja na poklicni šoli, nato pa se je zaposlil na soboški gimnaziji kot profesor filozofije, kjer je poučeval v letih 1979-1991.  Zaradi svobodomiselnosti pri njegovih urah filozofije so bile njegove ure pri dijakih zelo priljubljene in pri urah filozofije so začeli razmišljati drugače. Leta 1991 je postal novinar pri časopisu Vestnik, ter bil njegov najbolj bran novinar. Smej je precej pisal o zgrešenosti intenzivnega kmetijstva, o ekološkem kmetovanju, o možnostih mehkega (soft) turizma v Prekmurju. Prekmurje je obravnaval kot območje, ki ima prav zaradi svoje industrijske nerazvitosti in relativne neonesnaženosti veliko možnost. Njegovi članki so sprožali burne debate, ter botrovali političnim in družbenim spremembam.

### Protesti proti gradnji hidroelektrarn na Muri
Leta 1984 so bili objavljeni načrti za gradnjo hidroelektrarn na reki Muri. Smej, ki je sprevidel ta močan poseg v okolje, je s članki, javnimi nastopi, manifestacijami, protestnimi in medijskimi nastopi mobiliziral prekmursko in slovensko javnost. Leta 1986 je na javni tribuni v Murski Soboti 5000-glava množica ljudi, ki so se takrat prvič brez državne prisile zbrali v tako velikem številu, izžvižgala projektante projekta. Civilna pobuda proti gradnji hidroelektrarn je dobila veliko pozornost tujih in domačih medijev, kjer se je pojavilo na desetine člankov in polemik o tem projektu. Smej je bil kot osrednja oseba izpostavljen v pozitivnem in negativnem, to pa je izzvalo nadaljnjo pozornost tedanje oblasti, ki ga je dala nadzorovati in mu prisluškovala. Leta 1988 so predstavniki elektrogospodarstva sporočili, da je projekt gradnje hidroelektrarn začasno prekinjen, tako je civilni pobudi in Smeju uspelo zaustaviti projekt. Civilni upor proti graditvi hidroelektrarn na reki Muri so pozneje nekateri analitiki političnega dogajanja v Sloveniji označevali kot začetek in prvo civilno pobudo, ki je spodbudila kasnejše spremembe v Sloveniji. Smej pa se je povezal z evropskimi zelenimi in slovenskimi naravovarstveniki, tako da so se zavzeli za krajinski park ob reki Muri.

### Družbeno delovanje
V času procesa proti četverici in slovenske pomladi leta 1988 je javno in uspešno organiziral in se javno udeleževal manifestacij v podporo četverici. Smej je v tem času postal eden najbolj znanih in spoštovanih Prekmurcev in najbolj izrazit delujoči prekmurski intelektualec. Leta 1991 je stranka Zelenih pod njegovim vodstvom na volitvah v družbenopolitično zbor takratne Občine Murska Sobota dosegla 18 odstotkov podpore in s tem postala najmočnejša stranka v zboru. To je bil daleč najboljši rezultat stranke Zelenih v Sloveniji.
Leta 1990 je Smej skupaj z ženo Gabrijelo in starimi mojstri na Gornji Bistrici ob reki Muri po štirih letih dela zgradil biohišo. Hiša je bila zgrajena iz lesa in blata, ter cimprana. Fuge med tramovi so zamašene s posušenim močvirnim mahom, hišo pa od zunaj obili z obmursko trstiko. Tovrstne hiše to tradicionalno gradili na prekmurskem podeželju. Hiša je vzbudila precejšnje zanimanje med arhitekti in turisti. O njej je bilo objavljenih več reportaž.
Leta 1994 je izdal monografijo o reki Muri z naslovom Mura – Tubi lahko lebdela duša. V knjigi so objavljeni njegova besedila posvečeni Muri in fotografije. Znan je bil tudi kot snovalec načrtov. Tako se je lotil obnove Copekovega mlina na potoku Črncu v Veliki Polani. Mlin, ki mu je Smej dal simbolni in praktični pomen za okolico, je leta 1996 začel mleti. Načrtoval je tudi, da bi na Muri postavil plavajoči mlin, vendar uresničitve tega projekta ni več dočakal. Umrl je leta 1996 v soboški bolnišnici. Najboljši prijatelj Vlado Kreslin mu je posvetil pesem Ptič.